# Los niños perdidos
Los niños perdidos è un’opera teatrale spagnola scritta da Laila Ripoll che ripercorre le vicissitudini di alcuni bambini in un orfanatrofio in epoca franchista. Debuttò al teatro María Guerrero di Madrid nel 2005 e venne diretta dall'autrice stessa.

## Trama
L'opera inizia con Lázaro che urina da una finestra, poco dopo entra in scena Marqués. I due si nascondono nell'armadio quando sentono un rumore fuori dalla porta, di modo che la suora che entra dalla porta non possa vederli. La donna porta del cibo, ma viene infastidita dal fatto che i bambini non escano davanti a lei, quindi se ne va. In quel momento, Lázaro e Marqués escono a mangiare ciò che ha lasciato. Lei torna con il latte e si addormenta sulla sedia. Cuca (Jesusín el Cucachica) esce dall’armadio per vedere se sia effettivamente quello che sembra, ma, tornando indietro, va a sbattere contro un piatto di pane che era caduto, svegliando la suora, che si arrabbia per il cibo caduto e li minaccia di non dar loro più niente da mangiare o bere. I bambini smettono di nascondersi e Marqués minaccia di gettarlo dalla finestra prima che i tre litighino per chi possa mangiare. Si sentono dei passi fuori dalla porta, Cuca si nasconde nell'armadio, Lázaro e Marqués condividono il cibo, e poi giocano a "mata el hambre". La suora torna e, non trovandoli, inizia a offendere i bambini e i loro genitori; benedice la perdita degli occhi, perché le ha permesso di usare più la sua anima che i suoi sensi. Si sentono dei passi e un respiro che spaventano la suora, infatti si nasconde anche lei nell'armadio. Quando esce, si spoglia e rivela di essere Tuso, il quarto bambino, nonché l'unico a poter uscire dalla soffitta. I quattro giocano tra loro, ma Lázaro e Marqués infastidiscono Cuca, Tuso lo protegge e inizia a cantare una canzone religiosa per calmarlo, mentre gli altri cantano una canzone franchista che irrita i suoi amici a tal punto da far nascondere Tuso nell'armadio. Esce, poi, per assistere a uno spettacolo di bambole di Lázaro, che introduce i bambini all’ideologia di Francisco Franco. Successivamente, per divertire i suoi amici, li insulta, ma Cuca e Tuso rompono la bambola e il teatrino, facendo piangere il padrone. Il suono degli aerei da bombardamento e le voci di una guerra orribile abbondano. Cuca è così spaventato da volersene andare, allo stesso modo Tuso, ma decide di restare in cambio della libertà nei giochi. Tuso spiega che odia le canzoni di Franco perché dei falangisti lo hanno buttato giù dal ponte nel fiume mentre le cantavano. I quattro iniziano a giocare al treno, così Cuca descrive cosa accadeva ai bambini che salivano sul treno: alcuni morivano, mentre i sopravvissuti rimanevano orfani. Inoltre, spiega che quando pensa a sua madre, se la fa addosso. La confusione tra i bambini viene interrotta da diversi colpi alla porta, che li fanno trasalire. Sostengono che la suora dovrebbe essere uccisa, ma Lázaro dice che è morta, per questo non può entrare. Tuso quindi decide di sorvegliare la stanza con il fucile, mentre Marqués parla di sua madre dicendo che gli ha promesso che sarebbe tornata. Lazaro fa lo stesso, raccontando che i falangisti hanno preso i suoi genitori ed è stato mandato in orfanotrofio, dopo essere rimasto un po’ con sua sorella. Cuca esce vestito da vescovo e decidono di giocare alla processione, ma il rumore ritorna. Tuso poi sembra terrorizzato mentre descrive la "donna cattiva", dicendo che rideva, ma non aveva denti, non aveva odore, il sangue le usciva dal naso storto e la sua faccia era gialla. È allora che Tuso inizia a raccontare cosa faceva la suora dell'orfanotrofio: maltrattava e picchiava i bambini, ha persino gettato Cuca dalla finestra e ha picchiato Lazaro e Marqués per aver cercato di proteggerlo. Tuso ha deciso quindi di spingerla giù per le scale e così è morta. Si sentono poi voci descrivono la morte i tre bambini morti: Cuca per la caduta, Lazaro e Marquez per le ferite e il ritardo nell'aiutarli. Quando l'hanno scoperto, nessuno li ha denunciati perché erano praticamente figli di nessuno. Quindi si capisce alla fine che i tre bambini in realtà sono morti e vivono solo nella mente di Tuso. Lazaro, perciò, gli chiede di aprire la porta e farli uscire, perché sono solo illusioni. Tuso non vuole che se ne vadano, ma sa che deve lasciarli andare. L’opera si conclude con i tre bambini che salutano un'ultima volta il loro amico e varcano la soglia della porta.

## Fonti
Laila Ripoll ha usato molti documenti e testi anche risalenti all’epoca in cui ambienta la vicenda. Una di esse è la serie di fumetti ideata da Carlos Giménez dal titolo “Paracuellos”. Tra le vignette, Carlos Giménez racconta la drammatica esperienza della vita negli orfanotrofi del regime franchista vissuta da lui stesso e da tanti altri bambini. Si trova tra le fonti anche la testimonianza della madre di Mariano Llorente, che ha vissuto un periodo della sua vita all’interno di uno degli Hogar de la Obra Nacional de Auxilio Social.
Riveste in questo senso un ruolo molto importante lo studio che ha portato alla produzione di “Els nens perduts del franquisme”: un documentario andato in onda nel 2002 in Catalogna, nei Paesi Baschi e in Andalusia. Questo documentario ha origine dalle indagini dei giornalisti Montse Armengou e Belis Ricard, con il contributo dello storico Ricard Vinyes, sulle condizioni di vita degli orfani rinchiusi nei centri di accoglienza.

## Composizione e stampa
La piéce dal titolo Los niños perdidos di Laila Ripoll debutta nel 2005, esattamente 30 anni dopo la morte di Franco e la fine della dittatura in Spagna. Appartiene ad una serie di testi che l’autrice raccoglie sotto il titolo di “Trilogía de la Memoria”.
Laila Ripoll non è stata direttamente coinvolta nelle vicende di cui parla nelle sue opere ma le ha sentite dai nonni. Il motivo per cui la regista decide di parlare di questi temi è la volontà di fare in modo che sempre più persone riescano a parlare normalmente di ciò che è successo durante la dittatura e far sì che denuncino le ingiustizie subite. In “Los niños perdidos” il nucleo tematico è rappresentato dalla memoria storica, in questo presentato dal punto di vista dei bambini: non vengono mostrati gli orrori della dittatura, bensì l’effetto che facevano i discorsi trionfali e il processo di lavaggio del cervello a cui venivano sottoposti i più innocenti.

## Contesto storico
La piéce ha luogo all’interno di un’istituzione franchista, ovvero uno dei numerosi Hogar de la Obra Nacional de Auxilio Social, luoghi all’interno dei quali i figli delle vittime del regime venivano rieducati. Spesso queste strutture erano gestite da ordini monastici cattolici: un fattore che si riscontra nella presenza, tra i personaggi, della Sor e della Madre Superiora. Laila Ripoll richiama l’attenzione sulla responsabilità che ebbe in questi anni la Chiesa Cattolica, sono stati riportati diversi casi di abusi fisici e mentali all’interno delle strutture ecclesiastiche. In quest’ottica, la Sor rappresenta il motivo della paura che le istituzioni incutevano in maniera sistematica sui bambini che abitavano questi centri di accoglienza.
Tra la guerra civile e gli anni successivi, una delle priorità del Governo e dell’Esercito fu quella di trovare un fondamento scientifico che giustificasse i crimini commessi dalle truppe nazionali: perciò si rese necessario provare scientificamente l’inferiorità mentale e la malvagità dei dissidenti. A questo scopo si prestarono le teorie proposte da Antonio Vallejo Nájera, psichiatra militare che dirigeva i Servizi Psichiatrici dell’Esercito Franchista. Formatosi in Germania, ebbe modo di studiare le teorie della razza di stampo nazista; Vallejo esporrà le sue idee in un volume intitolato "Eugenesia de la Hispanidad y regeneración de la raza". Secondo Vallejo, la razza ispanica andava salvaguardata nella sua mascolinità, nel suo nazionalismo e nella sua fede cattolica contro la contaminazione portata dalla razza “rossa”, costituita di persone che, a causa delle loro tendenze marxiste, comuniste e democratiche, erano affette da una patologia mentale. Tutto questo traspare dalle parole che Laila Ripoll fa pronunciare alla Sor nei suoi lunghi monologhi che oscillano tra la morale cattolica e l’elogio della dittatura.